# نظريات مؤامرة متعلقة بفضيحة ترامب وأوكرانيا

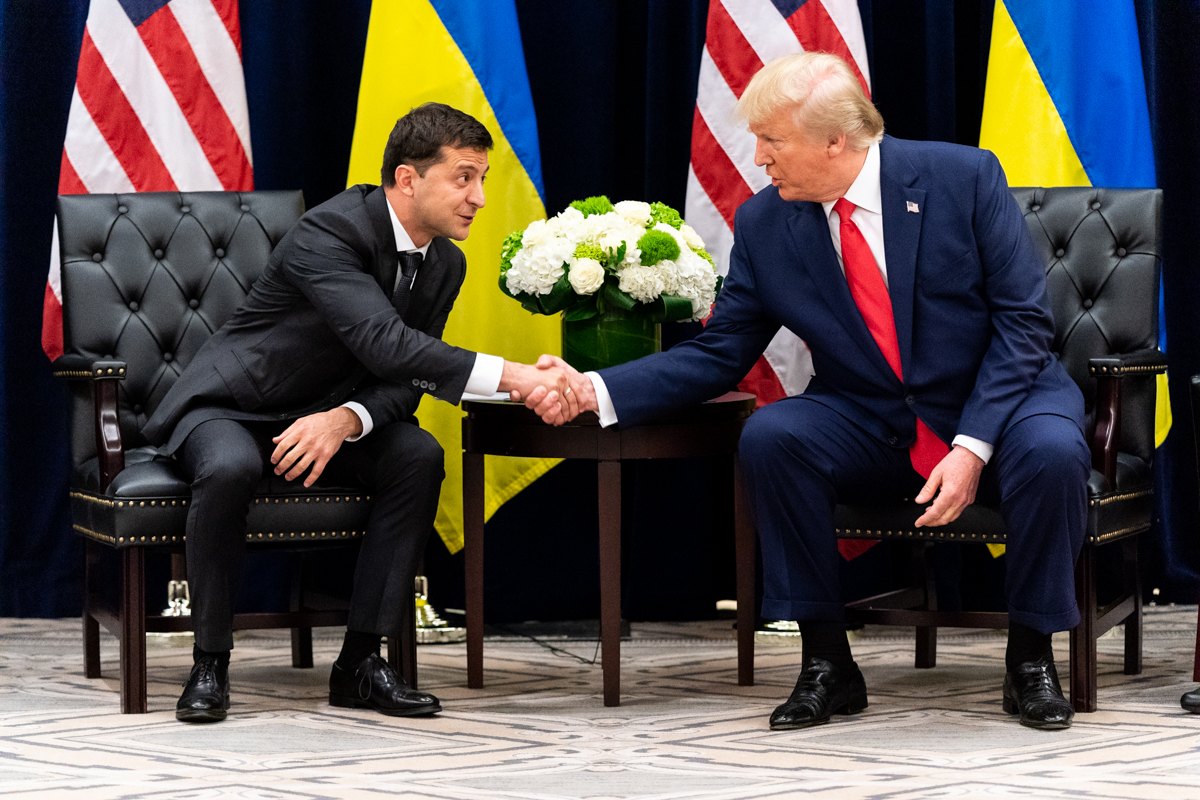

منذ عام 2016، روج الرئيس الأمريكي دونالد ترمب وحلفاؤه للعديد من نظريات المؤامرة المتعلقة بفضيحة ترمب وأوكرانيا. تسعى إحدى هذه النظريات إلى إلقاء اللوم على أوكرانيا، بدلًا من روسيا (والتي تدعمها جميع المصادر الموثوقة)، للتدخل في الانتخابات الرئاسية الأمريكية لعام 2016. من ضمن نظريات المؤامرة أيضًا اتهامات لا أساس لها لـ«جو بايدن»، وابنه «هانتر بايدن»، والعديد من عناصر التحقيق اليميني في روسيا الذي قدّم رواية مضادة. تعتقد المخابرات الأمريكية أن روسيا شاركت في حملة دامت سنوات لتلفيق تهمة التدخل في انتخابات عام 2016 لأوكرانيا، وأن الكرملين هو المحرك الرئيسي وراء الترويج للروايات الوهمية البديلة، وأن هذه الروايات تضر بالولايات المتحدة. صرح مدير مكتب التحقيقات الفدرالي «كريستوفر إيه. راي» لإيه بي سي نيوز: «ليس لدينا أي معلومات تشير إلى تدخل أوكرانيا في الانتخابات الرئاسية لعام 2016»، و«فيما يتعلق بانتخابات [2020] نفسها، فنعتقد أن روسيا تمثل التهديد الأهم».

## خلفية
وفقًا لملاحظات مقابلات الشهود التي أصدرها مكتب التحقيقات الفدرالي في أكتوبر 2019، فعند سماع أخبار اختراق خادم اللجنة الوطنية الديمقراطية في يونيو 2016، تكهن رئيس حملة ترمب «بول مانافورت» بأن أوكرانيا هي الملامة وليس روسيا، وهي الرواية التي روّجها أيضًا «كونستانتين كيليمنيك» الذي يُعتقد أنه أحد عملاء الاستخبارات الروسية التي كان مانافورت يعمل معها بالتعاون مع ليف بارناس وإيغور فرومان.
وجدت مجلة نيويوركر أن «بيتر شوايزر» هو من أطلق التقارير عن المؤامرة في وسائل الإعلام اليمينية، وهو المساهم السابق في موقع بريتبارت الإخباري ورئيس مؤسسة المساءلة الحكومية «مجموعة تزعم بأنها تعمل على مراقبة الفساد، وترأسها وتمولها «ريبيكا ميرسر» المانحة الضحمة للقضايا المحافظة»، أما مؤسسها فهو ستيف بانون.

### تبنّي ترمب للمؤامرة
شعر الرئيس ترمب لمدة طويلة أن استنتاج مجتمع الاستخبارات الأمريكي وتقرير مولر-القائلين إن الحكومة الروسية قد تدخلت في انتخابات عام 2016 لصالحه - قد يقوض من شرعية انتخابه كرئيس. روّج هو وحلفاؤه - وأبرزهم محاميه الشخصي رودي جولياني- للرواية البديلة التي تدّعي تدخل الحكومة الأوكرانية لصالح هيلاري كلينتون بالتنسيق مع الديمقراطيين وشركة العلوم الجنائية الرقمية «كراود سترايك» ومكتب التحقيقات الفدرالي، وزاعمين بتلفيق التهمة للحكومة الروسية. ذكرت صحيفة ذا نيويورك تايمز في نوفمبر 2019 أن الاستخبارات الأمريكية أكدت قيام روسيا بحملة لمدة لسنوات لتلفيق تهمة التدخل في انتخابات عام 2016 لأوكرانيا. خلافًا لمزاعم ترمب، فإن الحكم الإجماعي لمجتمع الاستخبارات الأمريكية ولجنة الاستخبارات بمجلس الشيوخ هو أن روسيا، وليس أوكرانيا، هي مَن تدخل في انتخابات عام 2016.
كما أكد ترمب بشكل خاطئ أن أقلية أوكرانية غنية تملك «كراود سترايك»، وهي شركة أمريكية ذات ملكية عامة. زعمت نظرية المؤامرة أن هذه الشركة - التي حققت في اختراق أحد خوادم اللجنة الوطنية الديمقراطية- قد دسّت أدلة على الخادم لتورط روسيا، وأن مكتب التحقيقات الفدرالي فشل في الاستحواذ على الخادم للتحقق من هذا الادعاء. رغم أن مكتب التحقيقات الفدرالي لم يستحوذ على الخادم، فقد قدمت «كراود سترايك» لمكتب التحقيقات الفدرالي صورة دقيقة لقرص الخادم وسجلات زيارته ليجري المكتب تحليله الخاص، ما أدى إلى توافق تقرير مولر مع مجتمع الاستخبارات بأن الخادم قد اختُرق بواسطة الاستخبارات الروسية. قبل أسبوعين من توليه منصبه، أطلع كبار مسؤولي الاستخبارات الأمريكية ترمب على أن كلًا من الاستخبارات الأمريكية والبريطانية والهولندية قد نسبت اختراق خادم اللجنة الوطنية الديمقراطية إلى روسيا من خلال اختراق شبكات الاستخبارات الروسية ورؤية رسائل البريد الإلكتروني المسروقة من اللجنة الوطنية الديمقراطية هناك. أُعلِم ترمب أيضًا في ذلك الاجتماع أن الجاسوس الروسي الذي زرعته هناك وكالة الاستخبارات المركزية منذ عقود، والذي وصل إلى أعلى المستويات في الكرملين، قد أخبر وكالة الاستخبارات المركزية أن بوتين أمر بالتدخل الروسي في انتخابات عام 2016 وأداره شخصيًا.